# Koenzim F420
Koenzim F420 (8-hidroksi-5-deazaflavin) je koenzim koji učestvuje u redoks reakcijama u metanogenima, u mnogim aktinobakterijama, i sporadično u drugim bakterijskim rodovima. On je flavinski derivat. Koenzim je supstrat za koenzim F420 hidrogenazu, 5,10-metilentetrahidrometanopterin reduktazu i metilentetrahidrometanopterin dehidrogenazu.
Posebno bogat prirodni izvor F420 je Mycobacterium smegmatis, u kojoj nekoliko desetina enzima koristi F420 umesto srodnog kofaktora FMN koji koriste homologni enzimi većine drugih vrsta.